# 奧黛莉·比托尼
奧黛莉·比托尼（英語：Audrey Bitoni，1986年8月16日—），是一名美國色情演員與成人模特兒。她在2008年入圍成人影帶新聞獎最佳新人。

## 生平
比托尼出生於加州帕薩迪納的西班牙與德國家庭。她目前定居在洛杉磯郡。
她在2008年11月登上《閣樓》封面並成為當月的閣樓寵物。比托尼也是同年《Club International》的封面女郎。

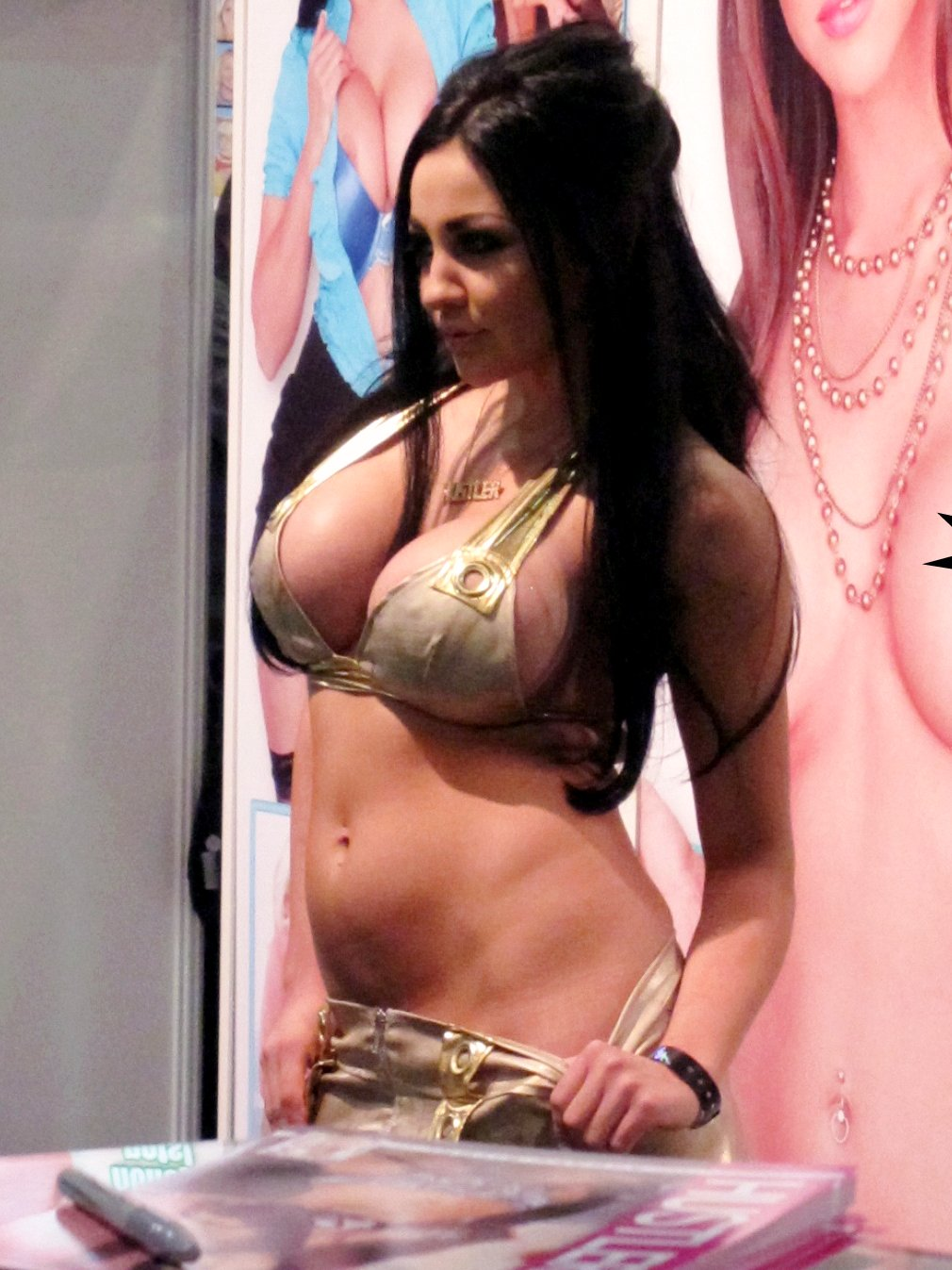
比托尼於2010年

## 獎項
- 2008年成人影帶新聞獎提名 - 最佳新人[4]
- 2008年 Nightmoves Awards 提名 - 最佳新人[1]
- 2009年成人影帶新聞獎提名 - 最佳全女性三人性愛場景 - 《No Man's Land 43》[7]

## 外部連結
- 官方網站 （页面存档备份，存于）
- 奧黛莉·比托尼的MySpace主頁